# Icsimaru Gin
Icsimaru Gin (市丸 ギン; Hepburn: Ichimaru Gin) egy kitalált szereplő, a Bleach című manga és anime egyik legfőbb negatív szereplője. Megalkotója Kubo Tite. A sorozatban a sinigamik 3. Osztagának kapitánya volt, majd Aizen Szószuke arrancar hadseregének egyik parancsnoka. A hadnagya Kira Izuru volt.

## Megjelenése és jelleme
Icsimaru Gint a legtöbb karaktertől a megjelenése különbözteti meg. Gin szemei szinte mindig csukva vannak, arcán pedig sunyi vigyor látható. Mikor Kuroszaki Icsigo megütközött vele Szeireitei kapujában, rókaképűnek nevezte őt. Szokatlan ezüst, rövidre vágott haja van, ami egyfajta utalás lehet a nevére (a gin 銀 japánul azt jelenti: ezüst). Szeme színe pedig kék. Azon ritka esetekben nyitja ki, mikor dühös, vagy ideges. Gin érzelemmentessége sokakat rémülettel tölt el. Mosolya azonban gyakrabban tűnik el az arcáról. Ezen alkalmak közé tartozik, mikor komolyan bocsánatot kér, megfigyel, bosszús vagy éppen tanácstalan.    
Icsimaru Gin kapitány korában ujjatlan, fehér haorit viselt. Később mikor az arrancar seregek egyik parancsnoka lett, Aizennel és Tószennel együtt fehér köpenyt vett fel, mely alatt tartja a zanpakutóját.
Gint ridegsége és rejtélyessége ellenére úgy tűnik, gyengéd érzelmek fűzik a 10. osztag hadnagyához, Macumoto Rangikuhoz.
Gin az animében udvarias, kiotói akcentust beszél. Az angol és a magyar szinkronos változatban is udvarias hangok beszélt akcentus nélkül.

## Múlt
Gin múltjáról annyit tudunk, hogy halálistensége előtt szemtanúja volt, amint három halálisten átadja a Lélekbontót Aizennek, de előtte félholtra verték Rangikut. Gin ekkor határozta el, hogy Aizen közelébe férkőzik és megöli. Megmentette Macumoto Rangikut az éhhaláltól és segített neki felgyógyulni. Ezután barátok lettek. Gint gyermek zseninek nevezték, mert egyetlen év alatt sikerült elvégeznie a Sinigami Akadémiát, és azonnal tiszti rangot kapott az 5. osztagban. Aizen figyelmét Gin azzal vonta magára, mikor megölte az 5. osztag 3. tisztjét nagy nehézségek nélkül. Mielőtt a 3. Osztag kapitánya lett volna, Gin a kapitánnyá választott Aizen Szószuke hadnagya volt az 5. Osztagban.

## Képességek
Gin ereje mellett kiváló stratégiai érzékkel is büszkélkedhet. A Hicugaja Tósiró elleni küzdelmében képes volt elérni, hogy Tósiró inkább Hinamori védelmére kelljen, és leszállt Ginről. Kardforgató képességei is kiválóak, hiszen már gyermekkorában képes volt legyőzni az 5. osztag 3. tisztjét. Gin fejlett szinten űzi a villámlépést is.
Mint kapitány, elérte a zanpakutója Sikai és Bankai szintjét is.

## Zanpakutó
Icsimaru Gin kardját Sinszónak (神鎗 'Isteni dárda', magyar szinkron: Szentkard) hívják. Elzárt formában egy vakizasira emlékeztet.
Sikai: Sinszó parancsszava a 'Lődd a halálba!' (射殺せ ikorosze, magyar szinkron: Gyilkolj!). Sinszó ezután fehéren kezd el ragyogni, majd pedig villámgyorsan kinyúl, hogy átdöfje az ellenfelet. Gin ezzel a támadással képes egyszerre nagy számú ellenséggel is végezni. A 100 kard hosszúságban  kinyúló pengével Gin képes nehéz dolgokat is arrébb lökni, ahogy ezt Dzsidanbóval is tette. Gin képes a penge megvastagítására is, így egyszerre több, egymástól távolabb eső ellenséggel is képes végezni.
Bankai: Icsimaru kardját bankai formában Kamisini no Jari-nak (Istenölő Lándzsa) hívják. Ez lényegében a sikai nagyobb, erősebb verziója, mivel a sikai 100 kard hosszúságával szemben a bankai akár 13 km hosszúságra is nyúlhat, ami nagyobb erővel is párosul. Ezen kívül Icsimaru elmondja, hogy zanpakutója nem a leghosszabb, hanem a leggyorsabb mind közül. Később derül ki, hogy hamis információkat adott bankaija képességeiről, hogy mindenki előtt rejtve maradjon. Igazi ereje az, hogy a használat kezdetekor több ezer apró darabra bomlik szét, majd újból összeáll. Ha egy kis darab az ellenfélben marad, akkor Gin parancsára az adott darab megöli az ellenfélt.

## Fordítás
Ez a szócikk részben vagy egészben  a   Gin Ichimaru című angol Wikipédia-szócikk fordításán alapul.  Az eredeti cikk szerkesztőit annak laptörténete sorolja fel. Ez a jelzés csupán a megfogalmazás eredetét és a szerzői jogokat jelzi, nem szolgál a cikkben szereplő információk forrásmegjelöléseként.